# Koshala
Koshala és el nom proposat per a un nou estat a l'Índia, situat en el districte de Sambalpur a Orissa.
Als anys noranta va emergir a l'oest d'Orissa un moviment favorable a la creació d'un estat separat amb el nom de Koshala (Koshal, Kosal, Kosala); els seus partidaris van fer una campanya intensa el 1999 i 2000 i el suport a la idea va augmentar molt. De moment és un dels diversos estats aspirants de l'Índia.